# Ричард Рил
Ричард Рил (енгл. Richard Riehle; Меномони Фолс, Висконсин, 12. мај 1948) амерички је филмски, позоришни и телевизијски карактерни глумац, чија филмографија обухвата више од 400 дела на филму и телевизији, што га чини једним од лидера по броју појављивања на екрану.
Глумио је Волта Финертија у серији Доживотна казна (2001–2005) и управника затвора у The Young and the Restless (2007). Такође се појавио у преко 200 филмова, од којих су најистакнутији: Слава (1989), Бегунац (1993), Казино (1995), Параноја у Лас Вегасу (1998), Смртоносно оружје 4 (1998), Канцеларијски простор (1999) и Тексашки масакр моторном тестером 7 (2013).